# Overnight Sensation
| 전문가 평가  | 전문가 평가 |
| 평가 점수    | 평가 점수   |
| 출처         | 점수        |
| ------------ | ----------- |
| AllMusic     | [ 2 ]       |
| Rock Hard    | 8.0/10      |
| Sputnikmusic | 3.5/5       |

《Overnight Sensation》은 영국의 헤비 메탈 밴드 모터헤드의 열세 번째 스튜디오 음반이다. 1996년 10월 15일, 스팀해머를 통해 발매되었다.

## 녹음
이 음반은 프로듀서 하워드 벤슨과 함께한 모터헤드의 세 번째 음반이다. 1995년 마이클 버스턴이 탈퇴한 후, 밴드는 베이스 기타/보컬, 리드 기타, 드럼 등 3인조 "클래식 모터헤드 라인업"으로 돌아왔다. 스웨디쉬 에로티카의 기타리스트 마그누스 악스가 작곡에 기여한 것은 드문 외부 작곡가로서의 공적이다. 이 음반은 또한 《Ace of Spades》 (1980년) 이후 처음으로 커버에 밴드의 사진이 들어간 음반이기도 하다. 3피스 밴드임에도 불구하고, 이 밴드는 이전 음반인 《Sacrifice》보다 더 무거운 스타일을 가지고 있었다. 보컬이자 베이시스트인 레미 킬미스터는 투어가 진행되는 동안, 이 음반은 새로운 곡을 쓰는 데 약 4주가 걸렸고 스튜디오에서 녹음하는 데 4주가 걸렸다고 회상한다.

## 곡 목록
모든 곡들은 특별한 언급이 없는 한 레미 킬미스터, 필 캠벨, 미키 디에 의해 작사/작곡하였다.
| #   | 제목                         | 작사·작곡                     | 재생 시간 |
| --- | ---------------------------- | ----------------------------- | --------- |
| 1.  | 〈Civil War〉                | 킬미스터, 디, 캠벨, 맥스 액스 | 3:01      |
| 2.  | 〈Crazy Like a Fox〉         |                               | 4:32      |
| 3.  | 〈I Don't Believe a Word〉   |                               | 6:31      |
| 4.  | 〈Eat the Gun〉              |                               | 2:13      |
| 5.  | 〈Overnight Sensation〉      |                               | 4:10      |
| 6.  | 〈Love Can't Buy You Money〉 |                               | 3:06      |
| 7.  | 〈Broken〉                   |                               | 4:34      |
| 8.  | 〈Them Not Me〉              |                               | 2:47      |
| 9.  | 〈Murder Show〉              |                               | 3:03      |
| 10. | 〈Shake the World〉          |                               | 3:29      |
| 11. | 〈Listen to Your Heart〉     | 킬미스터                      | 3:45      |